# Omega (TeX)
Omega — продолжение системы верстки TeX, использующее основную многоязычную плоскость в Unicode. Создано Джоном Плейсом и Яннисом Хараламбусом после того, как разработка TeX была заморожена в 1991 году, в первую очередь для улучшения многоязычных возможностей набора текста TeX. Включает новую 16-битную кодировку шрифтов для TeX, а также шрифты (omlgc и omah), охватывающие широкий диапазон алфавитов.
На конференции TeX Users Group 2004 года Плейс объявил о своем решении отделить новый проект (еще не открытый), в то время как Хараламбус продолжил работу над Omega.
LaTeX для Omega вызывается командой lambda.

## Aleph и LuaTeX
Хотя с самого начала проект казался очень многообещающим, разработка шла медленно, а функциональность была нестабильной. Был запущен отдельный проект под руководством Джузеппе Билотта с целью стабилизации кода и расширения его функциональностью e-TeX, известной как Aleph.
LaTeX для Aleph известен как Lamed.
Как таковой Aleph больше не разрабатывается, но большая часть его функциональных возможностей интегрирована в LuaTeX, новый проект, первоначально финансируемый Государственным университетом Колорадо (через Oriental TeX Project Идриса Самави Хамида) и NTG. LuaTeX был запущен в 2006 году и выпустил первую бета-версию летом 2007 года. Он станет преемником как Aleph, так и pdfTeX, используя Lua в качестве интегрированного облегченного языка программирования. Он разработан в основном Taco Hoekwater.